# Tukulti-Ninurta II.

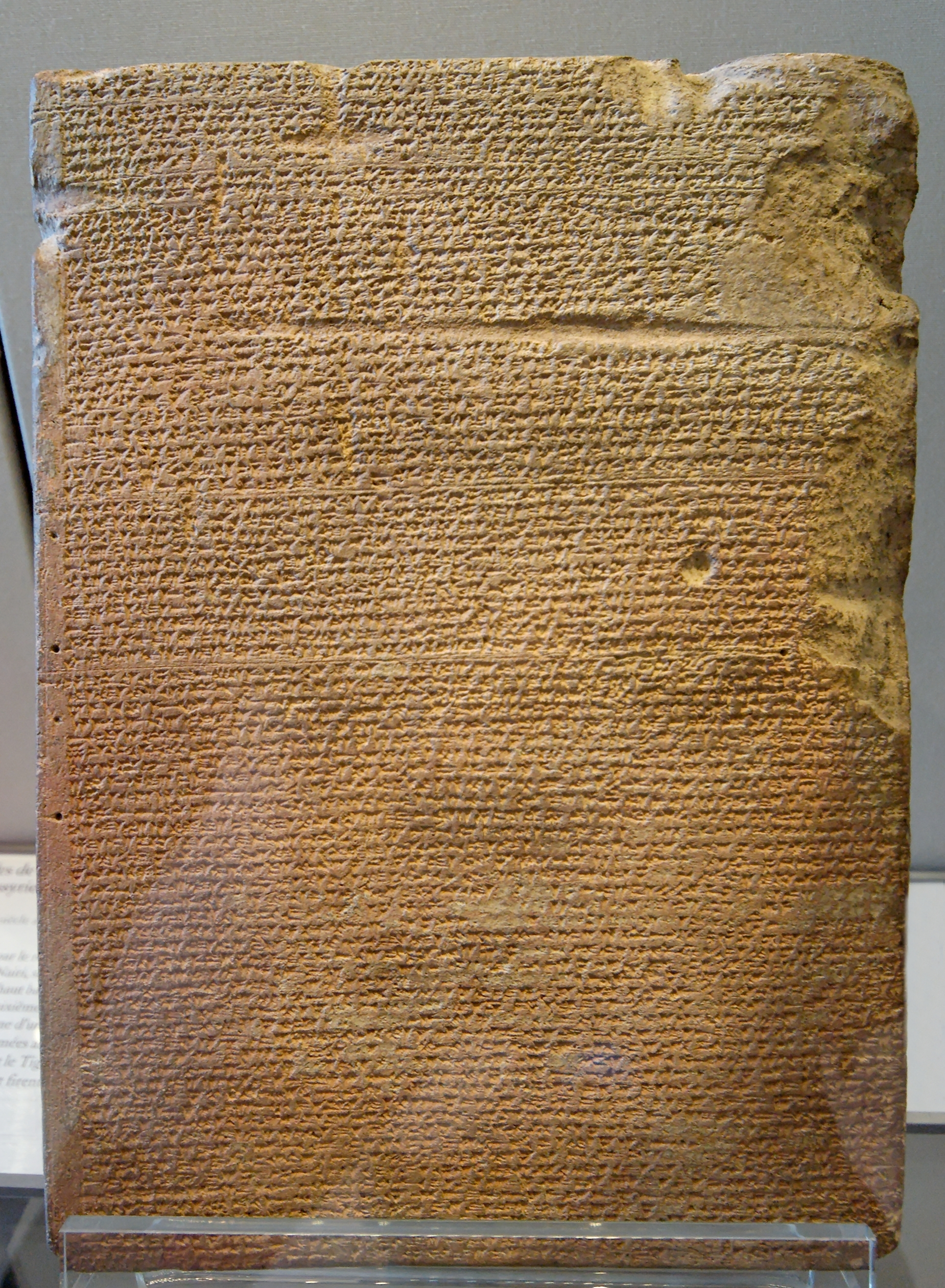
Annalen des Tukulti-Ninurta II.

Tukultī-Ninurta II. regierte als assyrischer König von etwa 890 bis 884 v. Chr. Der Name bedeutet Mein Vertrauen ist Ninurta.
Tukultī-Ninurta war der Sohn und Nachfolger von König Adad-nirari II. Er eroberte einige aramäische Kleinstaaten in der Nähe Harrans, das mittlere Euphrattal sowie das Gebiet zwischen großem Zab und kleinem Zab, als er gegen Nairi vorging. Tukultī-Ninurta führte auch Feldzüge gegen die ʾItū und machte reiche Beute, konnte sie aber nicht endgültig unterwerfen. Im Vergleich zu seinen beiden Vorgängern war er aber weniger offensiv nach außen tätig, sondern konzentrierte militärische Aktionen vor allem auf bereits zuvor eroberte Gebiete, was als assyrische Machtdemonstration dienen sollte.
Sein Nachfolger war sein Sohn Aššur-nâṣir-apli II.